# Cymodocella tubicauda
Cymodocella tubicauda là một loài chân đều trong họ Sphaeromatidae. Loài này được Pfeffer miêu tả khoa học năm 1887.